# 34262 Michaelren
2000 QP120 (asteroide 34262) é um asteroide da cintura principal. Possui uma excentricidade de 0.12849360 e uma inclinação de 3.58872º.
Este asteroide foi descoberto no dia 25 de agosto de 2000 por LINEAR em Socorro.